# Abd Al Rahman I.
Abd Al Rahman I. (arabsko ‏عبد الرحمن الداخِل‎, DIN ʿAbd ar-Raḥman, špansko Abderramán I) s polnim imenom Abd al-Rahman ibn Mu'awiya ibn Hisham ibn Abd al-Malik ibn Marwan, je bil prvi emir Kordovskega emirata, ki je vladal od leta 756 do 788, * 731, Damask, Umajadski kalifat, † 30. september 788, Córdoba, Kordovski emirat.
Ko so Abasidi leta 750 v Damasku vrgli s prestola in ubili zadnjega omajadskega kalifa Marvana II., je od vse omajadske vladarske družine preživel samo Abd Al Rahman, ki je na jugu Iberskega polotoka ustanovil svoje kraljestvo s prestolnico v Córdobi. Sebe in svojo družino je proglasil za naslednike novega Umajadskega kalifata. Njegova dinastija je na ozemlju, ki je občasno obsegalo večino Iberskega polotoka in del severne Afrike, vladala skoraj tristo let. 
Imenovali tudi kot al-Dakil  (priseljenec) in Sakr Kuraiš (sokol iz Kuraiša) in Andaluzijski sokol.